# 坦普尔陨石坑

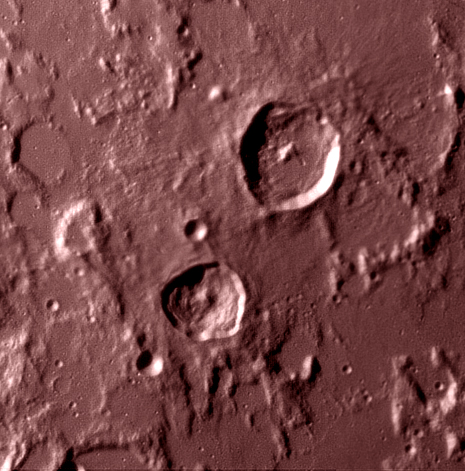
偏左下是戈丁陨石坑、右上为阿格里巴环形山，坦普尔陨石坑连接在阿格里巴环形山的东侧壁上。北欧光学望远镜拍摄。

坦普尔陨石坑（Tempel）是月球正面赤道区中一座大撞击坑的残迹，其名称取自德国天文学家恩斯特·威廉·莱贝雷希特·坦普尔（1821年-1889年），1935年被国际天文学联合会批准接受。

## 描述
该陨坑西侧毗连阿格里巴环形山、北面邻近斯伯奇莱克陨石坑，休厄尔陨石坑位于它的东侧，东南偏东和西南分别坐落着德亚瑞司特陨石坑和戈丁陨石坑，而坦普尔陨石坑的西北则濒临汽海，东面则是静海。该陨坑中心月面坐标为3°46′N 11°52′E / 3.76°N 11.86°E，直径43.2公里，深度约1.25公里。
坦普尔陨石坑外观呈多边形状，几乎已完全损毁。受后续撞击及熔岩流侵蚀，其坑壁已磨损、破裂和严重变形，形成了大量的裂隙，其中：西北侧一处醒目的峪口紧挨着阿格里巴环形山的坑壁，另一处较小的裂口则位于南侧坑壁上，这些峡谷裂缝将坑内地表与熔岩覆盖的外部连接在一起，从这里熔岩流可一路向东，直到与静海连成一体。残存的原始坑壁现已变成一圈分散、嶙峋的山峰和山脊。碗状的坑底部分已被旧熔岩重塑，东北和西南地表上可看到聚集有一些细小的撞击坑。

## 另请参阅
- Andersson, L. E.; Whitaker, E. A. . NASA RP-1097. 1982.
- Blue, Jennifer. . USGS. July 25, 2007  [2007-08-05]. （原始内容存档于2012-04-08）.
- Bussey, B.; Spudis, P. . New York: Cambridge University Press. 2004. ISBN 978-0-521-81528-4.
- Cocks, Elijah E.; Cocks, Josiah C. . Tudor Publishers. 1995. ISBN 978-0-936389-27-1.
- McDowell, Jonathan. . Jonathan's Space Report. July 15, 2007  [2007-10-24]. （原始内容存档于2012-05-26）.
- Menzel, D. H.; Minnaert, M.; Levin, B.; Dollfus, A.; Bell, B. . Space Science Reviews. 1971, 12 (2): 136–186. Bibcode:1971SSRv...12..136M. doi:10.1007/BF00171763.
- Moore, Patrick. . Sterling Publishing Co. 2001. ISBN 978-0-304-35469-6.
- Price, Fred W. . Cambridge University Press. 1988. ISBN 978-0-521-33500-3.
- Rükl, Antonín. . Kalmbach Books. 1990. ISBN 978-0-913135-17-4.
- Webb, Rev. T. W.  6th revised. Dover. 1962. ISBN 978-0-486-20917-3.
- Whitaker, Ewen A. . Cambridge University Press. 1999. ISBN 978-0-521-62248-6.
- Wlasuk, Peter T. . Springer. 2000. ISBN 978-1-85233-193-1.